# 티조이
티조이(일본어: ティ・ジョイ, 영어: T-JOY)는 일본의 영화사이다. 영화관 체인 운영 및 배급을 하고 있다.